# Wodzinek
Wodzinek – wieś w Polsce położona w województwie łódzkim, w powiecie łódzkim wschodnim, w gminie Tuszyn, przy szosie łączącej Wolę Kamocką z Tuszynem.
W latach 1975–1998 miejscowość administracyjnie należała do województwa piotrkowskiego.
Główna ulica we wsi to ulica Srocka. Można nią dojechać do wsi Srock.